# Itelmenové
Itelmenové (itelmensky итәнмән, itәnmәn; rusky ительмены, iteľmeny), dříve nazývaní Kamčadalové (rusky камчадалы, kamčadaly), jsou jedním z původních národů, obývajících Kamčatský poloostrov na ruském Dálném východě. Název pochází od slova итәнмән, které v itelmenštině znamená „jsoucí“, „ten, kdo existuje“ či „zde žijící“. Podle sčítání lidu z roku 2010 se v Ruské federaci k itelmenské národnosti hlásilo na 3000 osob.

## Geografická oblast
Základní geografický prostor, v němž Itelmenové žili, byl na jihu Kamčatky ohraničen mysem Lopatka a v severní části poloostrova řekami Tigil na západě a Uka na východě. Původní itelmenská sídla se skládala z polozemnic, obývaných příslušníky jednoho rodinného klanu. Tato sídla, tzv. tojony, bylo možno nalézt podél řek Kamčatky (původním názvem Ujkoal), Jelovky (Kooč), Bolšoj, Bystré, Avače i na březích Avačského zálivu. Dosud se na mapě Kamčatky zachovaly původní názvy někdejších tojonů Načiki, Avača, Nalyčevo nebo Pinačevo.

## Jazyk
Itelmenština patří k čukotsko-kamčatské jazykové rodině. Existuje několik dialektů itelmenštiny: sendakinský, chajrjuzovský a napanský. V itelmenštině 21. století se také projevují vlivy korjačtiny a ruštiny. Itelmenové používají v aktivní komunikaci itelmenštinu i ruštinu, ale pouze 18,8% populace, zejména z řad příslušníků starší generace, označuje itelmenštinu za svůj mateřský jazyk. Slovo „итәнмән“ pro označení příslušníků tohoto národa bylo zaznamenáno v 19. století. V dokumentaci sčítání obyvatelstva severních oblastí z let 1926–1927 je uvedeno, že se takto označovali obyvatelé jedenácti obcí na severozápadním pobřeží Kamčatky.
Itelmenové nepoužívali písmo. První pokus zachytit itelmenský jazyk v písemné podobě byl proveden v roce 1932 s použitím latinky, avšak z důvodu malého počtu osob, užívajících tento jazyk, byl pokus ukončen. Teprve na přelomu 20. a 21. století byla obnovena snaha o vytvoření itelmenské písemnosti a o výuku tohoto jazyka ve školách. V roce 1988 byl vydán itelmenský slabikář a o rok později rusko-itelmenský a itelmensko-ruský slovník. 

## Historie
Itelmenové jsou považování za nejstarší národ, žijící na Kamčatce. Odkud sem přišli, není známo, existuje hypotéza, že možná na Kamčatku přesídlili z oblasti Uralu kolem 5. století v době velkého stěhování národů. Jako první popsal život Itelmenů ještě před jejich asimilací německý přírodovědec a cestovatel Georg Wilhelm Steller, který doprovázel Vituse Beringa na jeho druhé expedici na Kamčatku v letech 1733 až 1743.

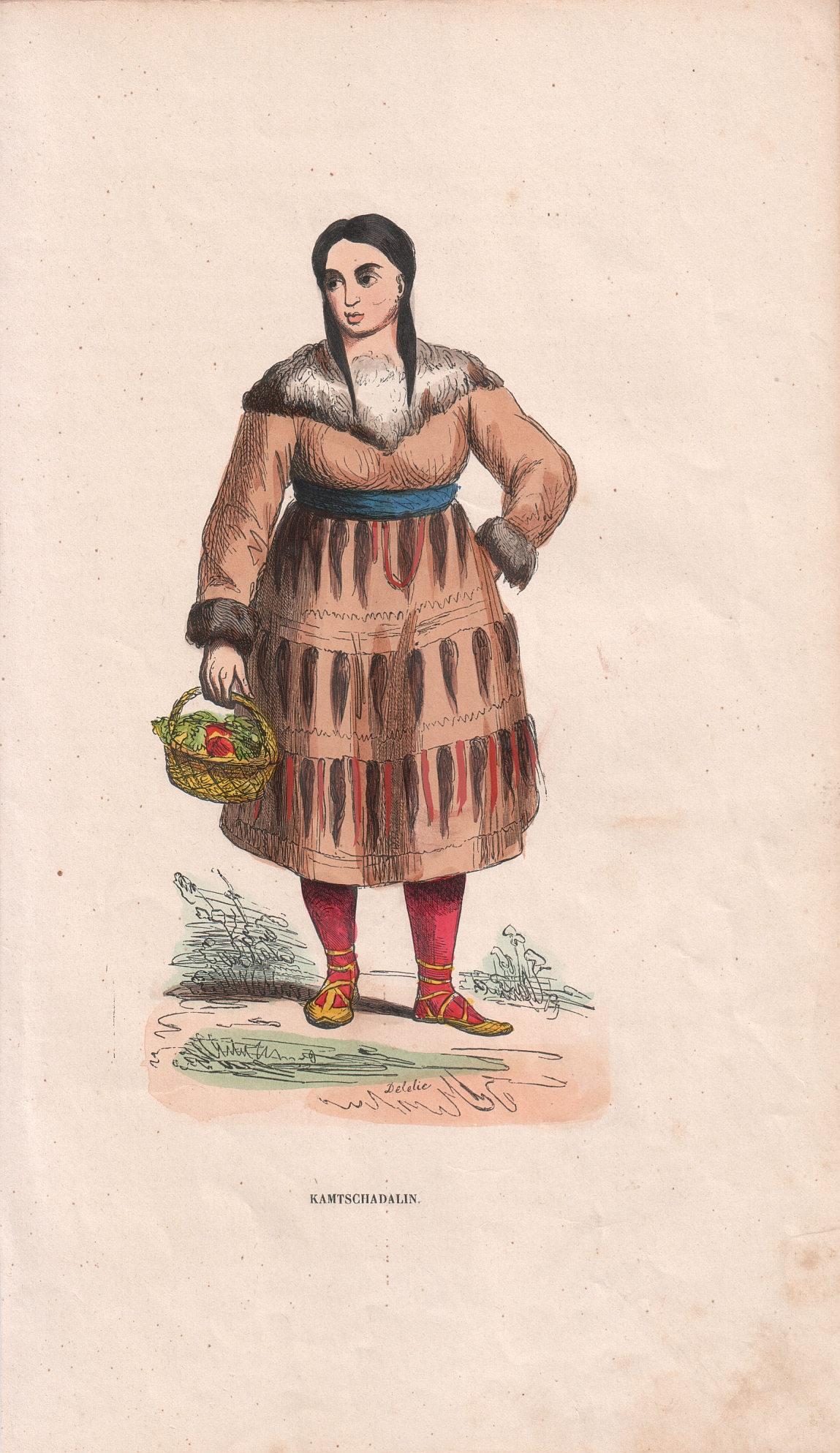
Dívka v tradičním oděvu (polovina 19. století)

Před příchodem Rusů na Kamčatku docházelo k určitému míšení mezi Itelmeny a Korjaky na severu a Itelmeny a Ainy v některých sídlech na jihu poloostrova. První kontakty Itelmenů s Rusy nastaly v roce 1697, kdy kozáci založili na Kamčatce pevnosti (ostrogy) Verchněkamčatskou, Bolšereckou a Nižněkamčatskou. Rusové v té době začali označovat původní obyvatele Kamčatky jako „kamčadaly“. V prvopočátcích docházelo k vzájemným střetům, ovšem původní obyvatelé, kteří byli na úrovni lovců a sběračů, neměli proti ruským kozákům, vyzbrojeným střelnými zbraněmi, žádnou šanci na úspěch. V pozdějších staletích byli jako kamčadalové označování nikoliv původní obyvatelé Kamčatky, ale místní ruskojazyční starousedlíci, pocházející ze smíšených rodin.
Podle historických záznamů, které zpracoval B. O. Dolgich, v roce 1697 žilo na Kamčatce 12 680 příslušníků itelmenského národa, ale o půl století později, v roce 1738, bylo zaregistrováno už jen 8448 původních obyvatel. Od 40. let 18. století, kdy bylo na Kamčatce ještě kolem sta itelmenských sídel, byla zahájen proces christianizace původního obyvatelstva. Postupně si původní obyvatelé navykli dávat svým dětem ruská křestní jména.
Podle sčítání, provedeného v letech 1926 a 1927, bylo v té době na Kamčatce celkem 62 obcí, v nichž žilo 868 Itelmenů, 3704 tzv. kamčadalů, tedy starousedlíků ze smíšených rodin, a kolem 3 500 Rusů. Vývoj situace na počátku 21. století ilustruje sčítaní obyvatelstva, provedené v roce 2010. Dle jeho výsledků v Kamčatském kraji k uvedenému datu žilo 2361 osob, hlásících se k itelmenské národnosti, a dalších 600 v Magadanské oblasti.

## Náboženství
Původním náboženstvím Itelmenů byl animismus a totemismus, tj. víra v podzemní a záhrobní svět, dobré a zlé duchy, víra v rodové příbuzenství s jednotlivými druhy zvířat.

## Způsob života
Itelmenové žili vždy v souladu s přírodou a z ní také čerpali své zdroje. Základem byl rybolov v místních řekách a pobřežních vodách a hlavní složkou potravy byly ryby, které si Itelmenové pomocí sušení a kvašení uchovávali do zásoby. Na pobřeží lovili také tuleně a jejich maso a tuk používali jak pro vlastní potřebu, tak i jako krmivo pro své tažné psy. Kromě toho lovili i divoké ovce, jeleny, soboly, lišky, medvědy a vodní ptactvo. Jako doplněk stravy sbírali jedlé byliny a lesní plody. Oheň rozdělávali třením. Ze zvířecích kůží a kožešin zhotovovali oděvy, případně je vyměňovali s korjackými sousedy za jiné zboží. Jako dopravní prostředky jim v létě sloužily jednoduché čluny, vydlabané z kmenů topolů, v zimě pak saně, tažené psím spřežením.
Jednoduché nádobí zhotovovali ze dřeva a z březové kůry, případně pro uložení zásob používali i vyčištěná zvířecí střeva a žaludky. Stejně jednoduché byly i jejich nástroje. Pro výrobu seker používali jelení a velrybí kosti a místní kameny, zejména jaspis, nože, hroty šípů a oštěpů zhotovovali z obsidiánu. Teprve až po příchodu Rusů Itelmenové začali používat střelné zbraně a kovové nástroje. Od Rusů se naučili také chovat dobytek, konzervovat potraviny nasolením či uzením a pěstovat zeleninu, zejména brambory.

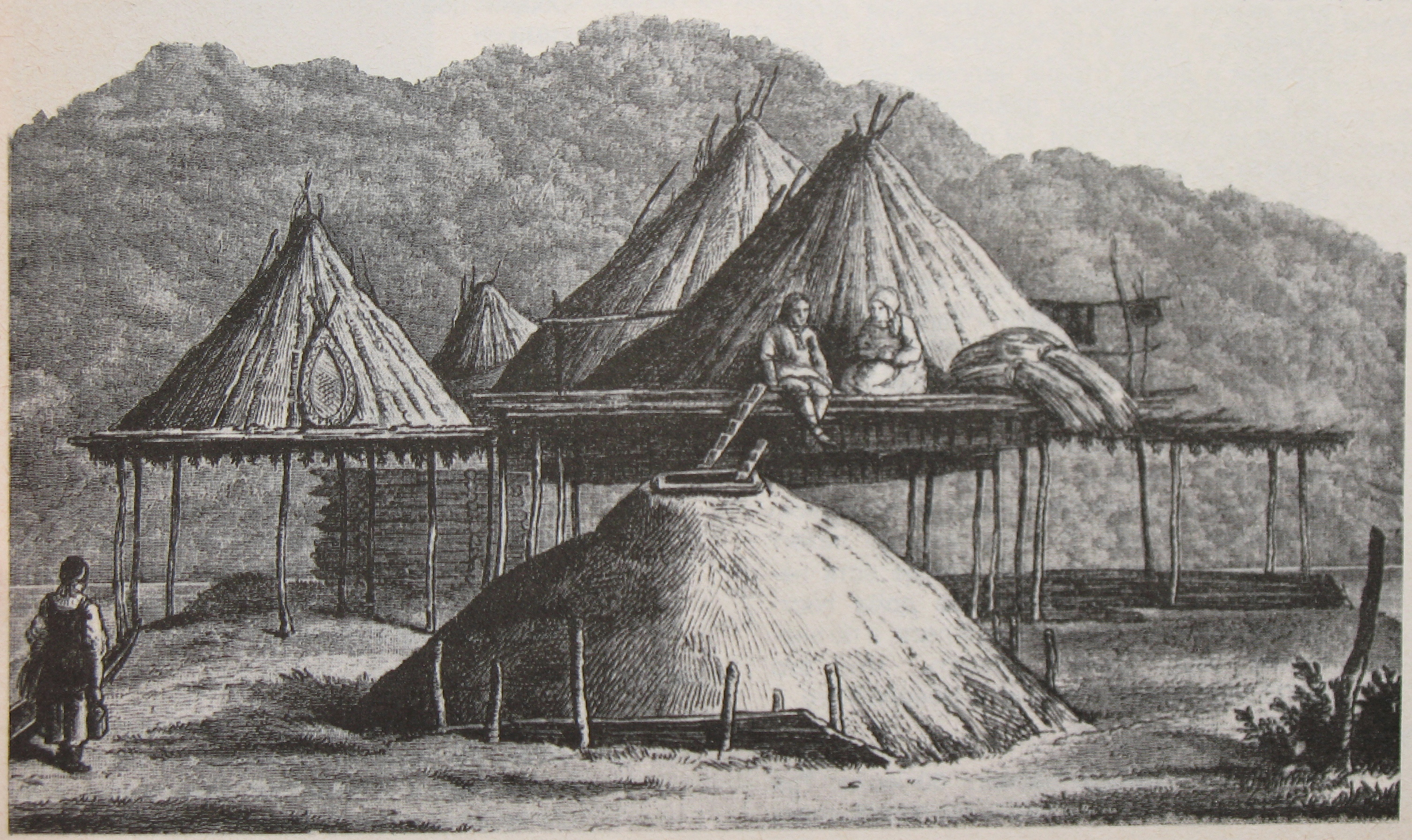
Domy původních obyvatel (18. století)
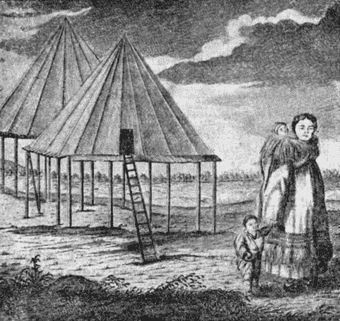
Itelmenská žena s dětmi (1755)
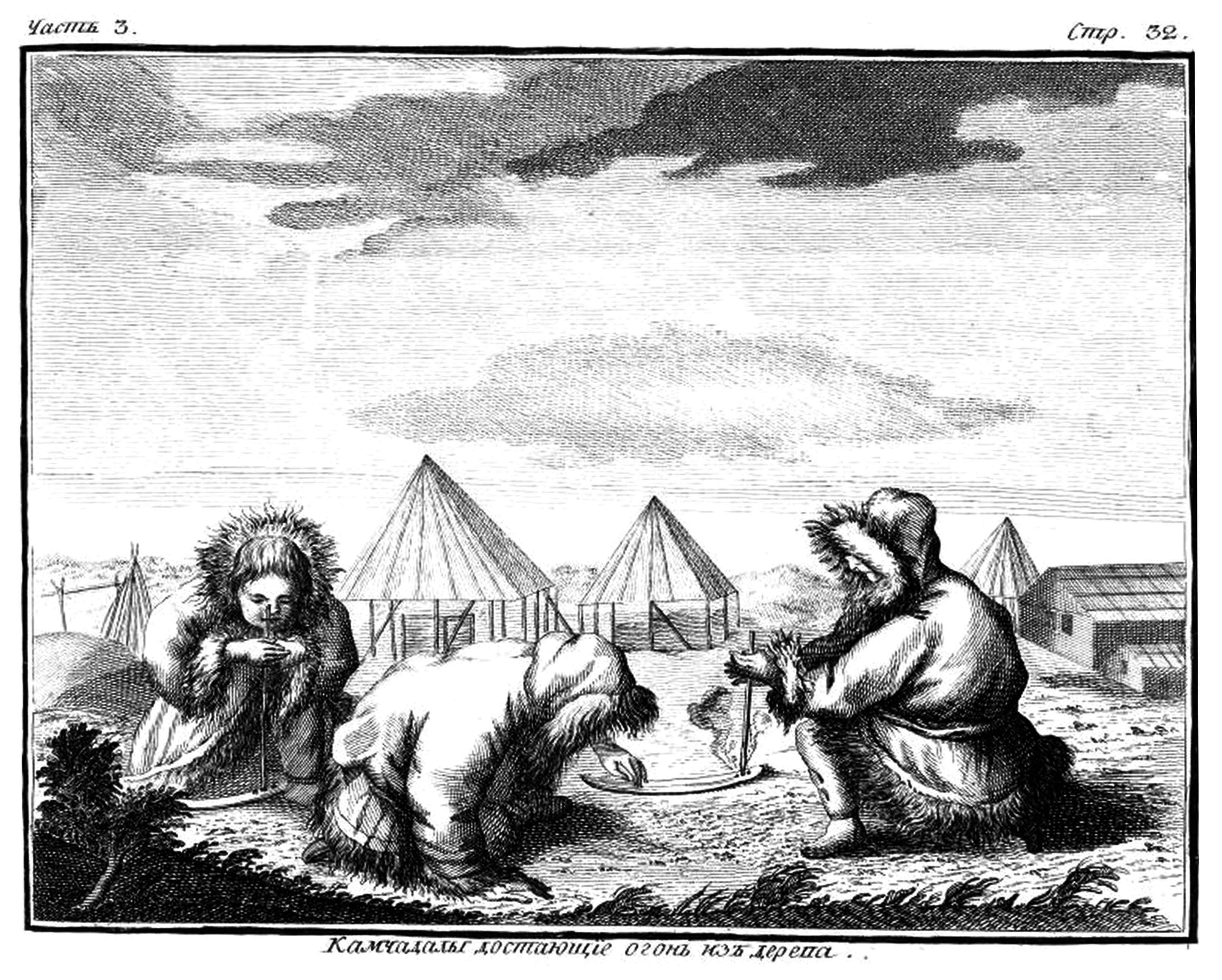
Rozdělávání ohně (ilustrace z knihy S. Krašeninnikova, 1775)
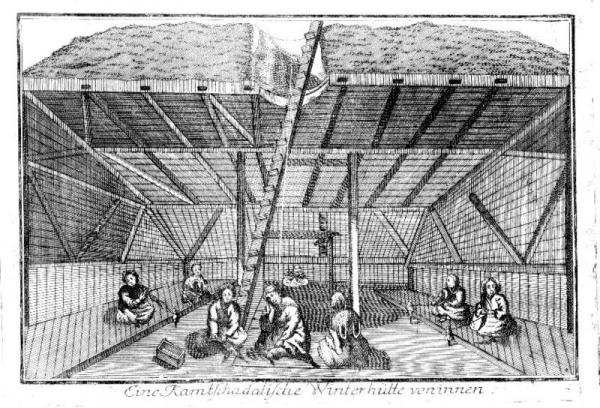
Zimní obydlí Itelmenů

Značný význam v kulturním a společenském životě původních obyvatel Kamčatky měla vždy hudba, tanec a zpěv, a v neposlední řadě také tradování mytologických příběhů. Ústřední postavou itelmenských mýtů je Kutch – Krkavec (v některých překladech uváděn jako Havran), který zde vystupuje jako stvořitel Země, zde konkrétně Kamčatky. V mýtech Itelmenů, podobně jako některých dalších národů, tento Krkavec mívá často také úlohu podvodníka, vtipálka a intrikána, který představuje v jedné osobě dobro a zlo, hloupost i moudrost.